# Стабилизатор поперечной устойчивости

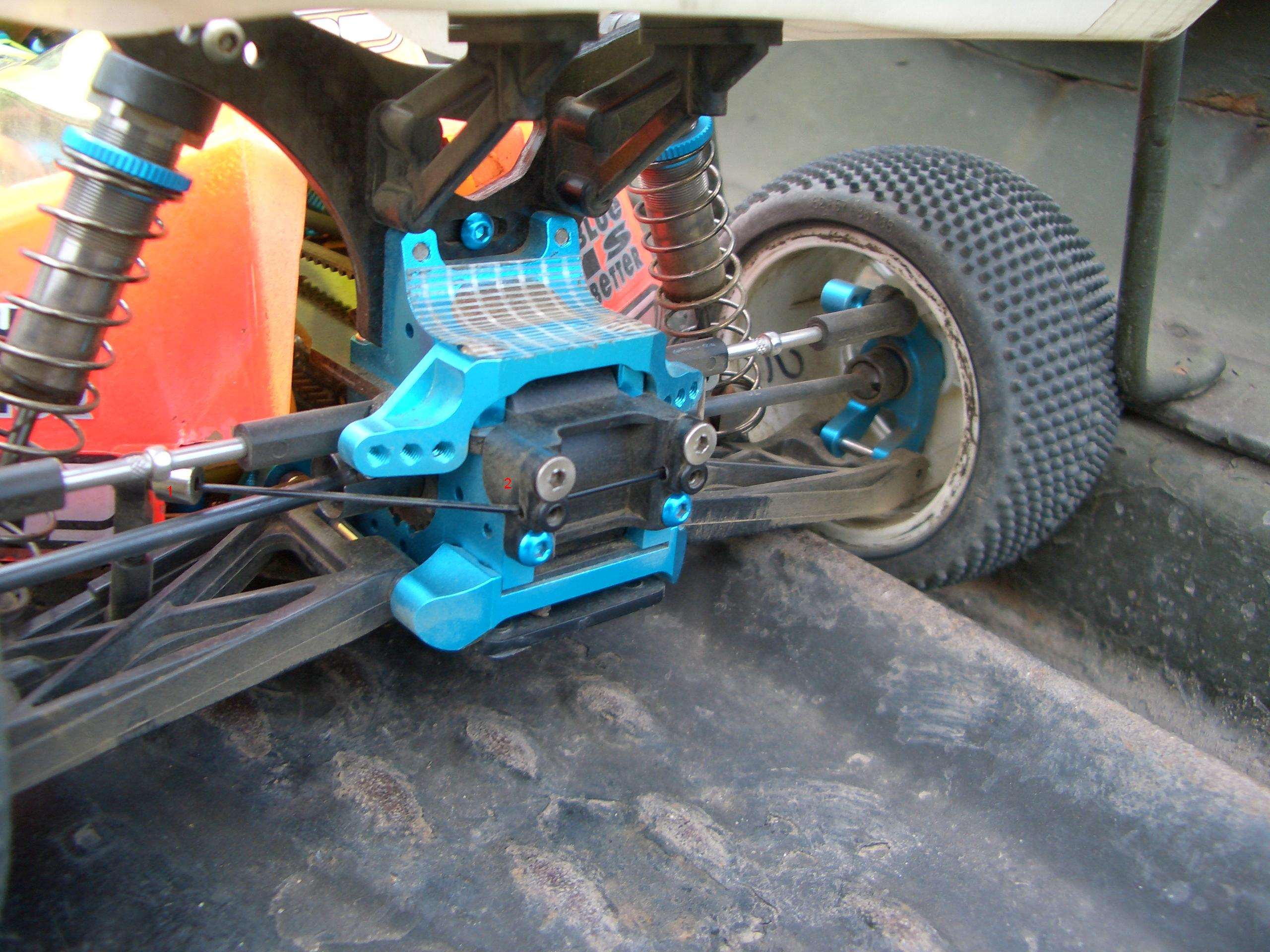
Задний стабилизатор на автомодели (похож на проволоку, идущую от левой подвески к правой)

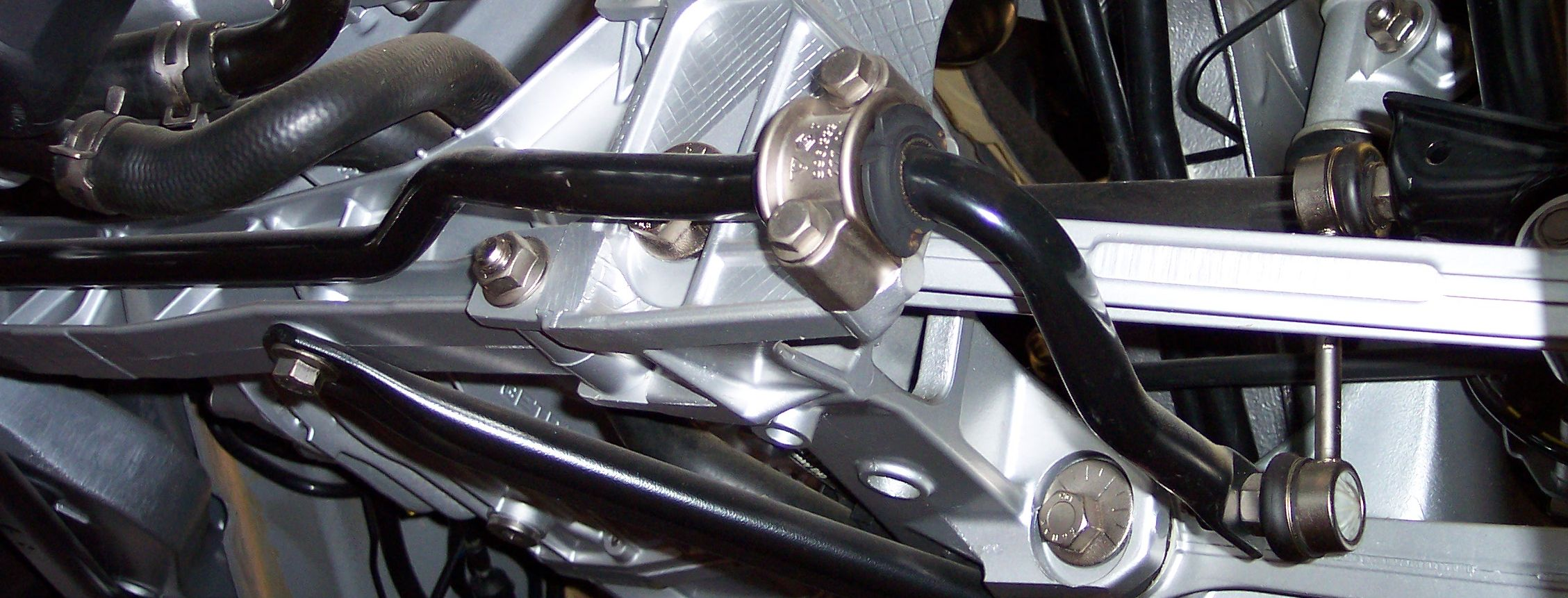
Стабилизатор (чёрного цвета) на автомобиле Porsche

Стабилизатор поперечной устойчивости — устройство в подвеске автомобиля, служащее для уменьшения боковых кренов в поворотах.
Работающий на кручение торсион, предназначенный для создания сопротивления крену автомобиля. Закрепляется в ступичном узле левого колеса, далее проходит в направлении движения до шарнирного узла крепления к кузову, далее в латеральном направлении к противоположному борту автомобиля, где крепится зеркально аналогично первому борту. Отрезки торсиона, проходящие в направлении движения, работают как рычаги при работе подвески в вертикальном направлении. При отсутствии крена оба отрезка поворачиваются на один и тот же угол, торсион не скручивается и проворачивается в узлах крепления к кузову как целое. При крене автомобиля левый и правый отрезки торсиона поворачиваются на различные углы, скручивая торсион и создавая упругий момент, сопротивляющийся крену. На зависимых задних подвесках часто отсутствует, вместо этого продольные рычаги прикрепляются к балке жестким соединением, способным передавать крутящий момент. Таким образом, вся балка в сборе с продольными рычагами выполняет роль торсиона. На передних подвесках Макферсона «рычажные» отрезки торсиона часто применяются как один из 2 нижних рычагов подвески, также передавая продольные (в направлении движения) силы от ступицы на кузов.
Стабилизаторы могут устанавливаться или на обе оси, или только на одну (обычно на переднюю).
Стабилизатор поперечной устойчивости обычно крепится к кузову автомобиля центральными втулками стабилизатора, которые чаще всего изготавливаются из резины или полиуретана. На концах стабилизатор обычно крепится через шарниры стоек стабилизатора к рычагам.